# فرانکو لپور
فرانکو لپور (انگلیسی: Franco Lepore؛ زادهٔ ۱۶ اوت ۱۹۸۵) بازیکن فوتبال اهل ایتالیا است.
از باشگاه‌هایی که در آن بازی کرده‌است می‌توان به باشگاه فوتبال لچه اشاره کرد.